# Enrique Pérez de Guzmán el Bueno
Enrique Pérez de Guzmán el Bueno (Córdoba, 14 de julio de 1826-Madrid, 4 de marzo de 1902) fue un aristócrata, político y periodista español, de ideología republicana federal. Fue varias veces diputado a Cortes durante el Sexenio Democrático.

## Biografía
Nació en Córdoba el 14 de julio de 1826. Estudió Filosofía y Leyes en la Universidad de Sevilla. En su carrera política fue varias veces diputado a Cortes: en mayo de 1869 obtuvo escaño por Barcelona al sustituir a Juan Tutau y Verges. En las elecciones de 1871 obtuvo acta de diputado por el distrito de Córdoba, que repitió en las de agosto de 1872. En las de mayo de 1873, ya durante la Primera República, obtuvo escaño por Cáceres.
Marqués de Santa Marta, fue colaborador de los diarios La República Federal y La República Ibérica, además de sostener durante unos años al periódico federal La República. Fue miembro de la masonería y ejerció como soberano gran maestre del Gran Consejo General Ibérico entre 1890 y 1893. Fallecido el 4 de marzo de 1902 en Madrid, fue enterrado en el cementerio de San Isidro.